# روغن دانه گوجه‌فرنگی

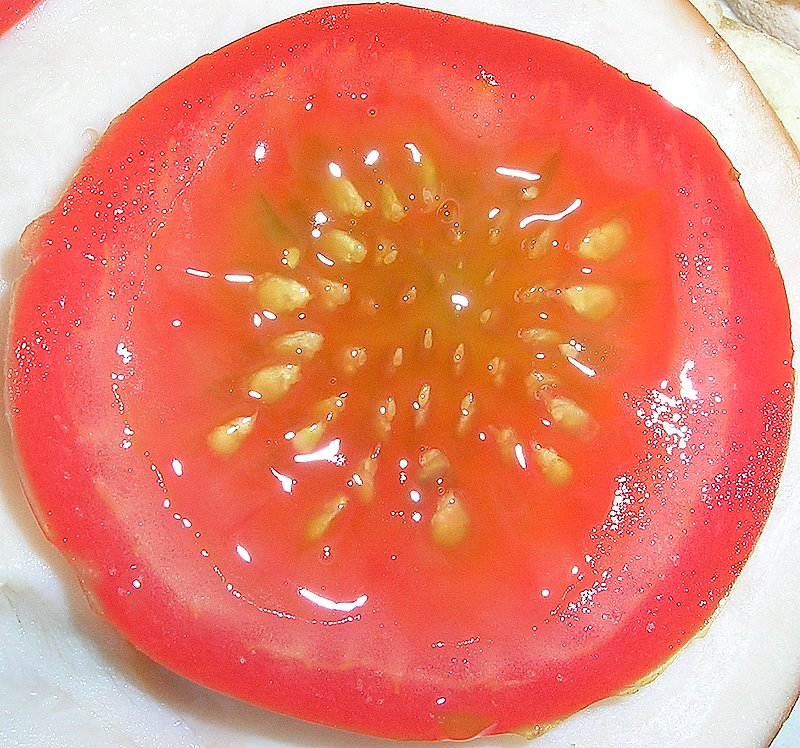
دانه‌های گوجه فرنگی

روغن دانه گوجه‌فرنگی یک روغن گیاهی است که از دانه‌های گوجه‌فرنگی استخراج می‌شود.
امکان استخراج روغن از دانه‌های گوجه‌فرنگی در ایالات متحده در سال ۱۹۱۵ مورد مطالعه قرار گرفت. دانه‌ها از مکان‌های مختلف جمع‌آوری و پرورش داده شده و برای تولید روغن فشرده شد. این روغن با استفاده از قلیا تصفیه شده و سپس با خاک رس شفاف‌سازی شد. روغن حاصل زرد کمرنگ بود و برای سس سالاد مناسب در نظر گرفته می‌شد.
با توجه به فشار برای استفاده از ضایعات فرآوری گوجه فرنگی که دانه‌ها بزرگ‌ترین جزء آن هستند، توجه مجدد به دانه‌ها معطوف شده است. در یونان، بیش از یک میلیون تن گوجه‌فرنگی هر ساله فرآوری می‌شود و از مقدار دانه‌های حاصل می‌توان تا ۲۰۰۰ تن روغن تولید کرد. این روغن در یونان با استفاده از اتر به عنوان حلال، استخراج می‌شود. پس از آنالیز، مشخص شد که محصول به دست آمده حاوی نسبت بالایی از اسیدهای چرب غیراشباع، به ویژه اسید لینولئیک است.

## نام گیاه‌شناسی
گونه: Solanum lycopersicum.

### دانه‌های گوجه فرنگی
حاوی: ۸٫۹۵٪ رطوبت، ۲۷٫۶۲٪ پروتئین، ۲۴٫۴۰٪ چربی، ۰٫۵۶٪ لسیتین، ۱۳٫۶۰٪ فیبر و ۴۰٫۲۰٪ خاکستر. عصاره‌های بدون نیتروژن تا ۲۱٪ وجود دارند. دانه‌ها تنها ۰٫۵٪ از گوجه‌فرنگی را تشکیل می‌دهند. دانه‌ها محصولات زائد در صنایع غذایی هستند که آب‌میوه، سس، کچاپ و رنگ‌های غذایی مانند لیکوپن و بتا کاروتن تولید می‌کنند. دانه‌ها از محصولات زائد دور ریخته شده با استفاده از شناورسازی بازیابی می‌شوند.

#### محتویات بذر گوجه‌فرنگی
| ماده               | درصد (%) |
| رطوبت              | ۱۰٫۰     |
| روغن (چربی)        | ۲۴–۲۵    |
| پروتئین‌ها          | ۲۷–۲۸    |
| فیبر               | ۱۳–۱۴    |
| لسیتین             | ۰٫۵۶     |
| عصاره بدون نیتروژن | ۲۱       |

### روغن دانه گوجه‌فرنگی
دانه گوجه‌فرنگی حاوی ۲۴–۲۵٪ روغن است، اما ۱۵–۱۷٪ روغن می‌تواند با فشار دادن در دستگاه‌های استخراج بازیابی شود. روغن گوجه‌فرنگی رنگ قهوه‌ای و بوی قوی دارد. این روغن حاوی اسیدهای چرب اشباع تا ۱۴–۱۸٪ و اسیدهای چرب غیراشباع تا ۷۶–۸۰٪ است.
ترکیب اسید چرب روغن دانه گوجه‌فرنگی
| اسیدهای چرب           | درصد (%) تا |
| اسید استئاریک (C18:0) | ۲۰٫۰٪       |
| اسید اولئیک (C18:1)   | ۲۵٫۰٪       |
| اسید لینولئیک (C18:2) | ۵۰٫۰٪       |
| اسید لینولنیک (C18:3) | ۲٫۰–۳٫۰٪    |

مشخصات روغن خام دانه گوجه‌فرنگی
| مشخصه                               | مقدار          |
| ضریب شکست در دمای 40 درجه سانتیگراد | ۱٫۴۶۰۳±۰٫۰۰۰۲۲ |
| مقدار ید                            | ۱۰۵±۰٫۷        |
| مقدار صابونی شدن                    | ۱۸۶–۱۹۸        |
| ماده غیرقابل صابونی شدن             | حداکثر ۱٫۴٪    |
| رطوبت                               | حداکثر ۰٫۵٪    |
| رنگ سلول ۱ اینچی، (y+5R)            | ۳۰ (نفت خام)   |
| چگالی، در دمای ۲۵ درجه              | ۰٫۹۱۶۰±۰٫۰۰۰۲۴ |
| ویسکوزیته، (C°21) mPa.s             | ۷۵±۰٫۴         |
| نقطه دود، درجه سانتیگراد            | ۱۷۶±۶۳٫۰       |

- در ساخت آلکیدهای غیر زرد شونده برای رنگ‌ها
- در تهیه مارگارین
- در ساخت صابون‌ها
- در تهیه روغن سالاد